# Отто Ніколаї

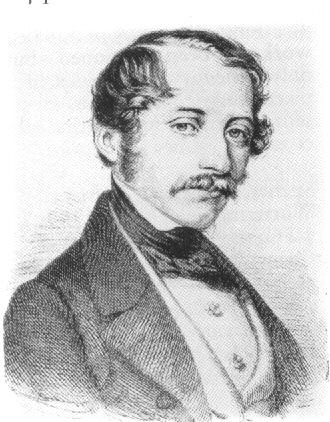
Отто Ніколаї

Отто Ніколаї (нім. Carl Otto Ehrenfried Nicolai, 9 червня 1810, Кенігсберг — 11 травня 1849, Берлін) — німецький композитор і диригент, найбільш відомий своєю комічною оперою «Віндзорські пустунки» за однойменною комедією Шекспіра.

## Біографія
Отто Ніколаї народився в сім'ї кенігсберзького музиканта і після батькових уроків з початків музичної освіти його відправили у 1827 році для продовження навчання до Берліну, де він навчався в Берлінській співочій академії у Карла Фрідріха Цельтера та Бернгарда Кляйна. З 1830 року одержав роботу в академії, але в 1833 був скерований як органіст до каплиці пруського посольства в Римі, де стажувався у Джузеппе Баїня та зазнав впливу тогочасних композиторів, а також Палестрини.
У червні 1837 році Ніколаї переїхав до Відня, де став помічником Конрадина Крейцера, капельмейстера театру Кернтнертор, однак у наступному році повернувся до Риму, де зосередився на написанні опер. Ніколаї спочатку повинен був стати автором опери «Набукко», але відмовився від роботи, і лібрето передали Джузеппе Верді. У 1841 році Ніколаї був запрошений на посаду керівника Придворної опери у Відні, де в 1842 році організував з числа її працівників Віденський філармонічний оркестр.
У 1844 році після відходу Мендельсона Ніколаї був запрошений на посаду капельмейстера Берлінського кафедрального собору, однак остаточно переїхав до Берліна тільки в 1848 році.
У 1849 році через два місяці після прем'єри опери «Віндзорські пустунки» Ніколаї був призначений керівником Берлінської опери, а ще через два дні обраний членом Прусської королівської академії мистецтв, проте в той же день раптово помер від інсульту.
У своїй творчості Ніколаї використовував досягнення тогочасної італійської музики, працюючи в основному в руслі німецької романтичної традиції.

## Список творів

### Опери
- Покинута донька (італ. La figlia abbandonata, незавершена, Мілан, 1837)
- Генріх II (італ. Enrico secondo, італ. Rosmonda d'Inghilterra, 1839, Трієст)
- Храмовник (італ. Il Templario, 1840, Турин)
- Ґільдіпп і Одоард (італ. Gildippe ed Odoardo, 1840, Генуя)
- Засланий (італ. Il Proscritto, 1841, Мілан)
- Повернення засланого (німецька версія попередньої, нім. Die Heimkehr des Verbannten, 1844, Вена)
- Віндзорські пустунки (нім. Die lustigen Weiber von Windsor, 9 березня 1849, Берлін)

### Інше
- Симфонія ре мажор (1831)
- Різдвяна увертюра для симфонічного оркестру на тему хоралу «Vom Himmel Hoch»
- Увертюра для симфонічного оркестру і хору на тему хоралу «Ein Feste Burg» до 300-річчя Кенігсберзького університету (1843)
- Меса в тональності ре (1835)
- Псалми для хору соло
- Пісні